# Poraduń
Poraduń (biał. Парадунь; ros. Порадунь) – wieś na Białorusi, w obwodzie grodzieńskim, w rejonie werenowskim, w sielsowiecie Dociszki.
Dawniej folwark i majątek ziemski. W XIX w. siedziba okręgu wiejskiego w powiecie lidzkim. W dwudziestoleciu międzywojennym leżał w Polsce, w województwie nowogródzkim, w powiecie lidzkim, w gminie Ejszyszki.